# Europeiska inomhusmästerskapen i friidrott 1981
Europeiska inomhusmästerskapen i friidrott 1981 genomfördes 1981 i Grenoble, Frankrike. 

## Medaljörer, resultat

### Herrar

#### 50 m
- 1 Marian Woronin, Polen – 5,75
- 2 Vladimir Muravjov, Sovjetunionen – 5,76
- 3 Andrej Sjljapnikov, Sovjetunionen – 5,77

#### 400 m
- 1 Andreas Knebel, Östtyskland  – 46,52
- 2 Martin Weppler,Västtyskland  – 46,88
- 3 Stefano Malinverni, Italien – 46,96

#### 800 m
- 1 Herbert Wursthorn, Västtyskland – 1.47,70
- 2 András Parócsai, Ungern – 1.47,73
- 3 Antonio Páez, Spanien – 1.49,31

#### 1 500 m
- 1 Thomas Wessinghage, Västtyskland – 3.42,64
- 2 Uwe Becker, Västtyskland – 3.43,02
- 3 Miroslaw Zerkowski, Polen – 3.44,32

#### 2 820 m
- 1 Alex Gonzalez, Frankrike – 7.22,71
- 2 Jevgenij Ignatov, Bulgarien –
- 3 Valerij Abramov, Sovjetunionen –

(Loppet avbröts ett varv för tidigt)

#### Häck 50 m
- 1 Arto Bryggare, Finland  – 6,47
- 2 Javier Moracho, Spanien  – 6,48
- 3 Guy Drut, Frankrike  – 6,54

#### Stafett 4 x 400 m
- Ingen tävling

#### Höjdhopp
- 1 Roland Dalhäuser, Schweiz – 2,28
- 2 Carlo Thränhardt, Västtyskland – 2,25
- 3 Dietmar Mögenburg, Västtyskland – 2,25

#### Längdhopp
- 1 Rolf Bernhard, Schweiz – 8,01
- 2 Antonio Corgos, Spanien – 7,97
- 3 Sjamil Abjasov, Sovjetunionen – 7,95

#### Stavhopp
- 1 Thierry Vigneron, Frankrike  – 5,70
- 2 Aleksandr Krupskij, Sovjetunionen – 5,65
- 3 Jean-Michel Bellot, Frankrike – 5,65

#### Trestegshopp
- 1 Sjamil Abjasov, Sovjetunionen – 17,30
- 2 Klaus Kübler, Västtyskland – 16,73
- 3 Aston Moore, Storbritannien – 16,73

#### Kulstötning
- 1 Reijo Ståhlberg, Finland – 19,88
- 2 Luc Viudès, Frankrike – 19,41
- 3 Zlatan Saracević, Jugoslavien – 19,40

### Damer

#### 50 m
- 1 Sofka Popova, Bulgarien – 6,17
- 2 Linda Haglund, Sverige – 6,17
- 3 Marita Koch, Östtyskland – 6,19

#### 400 m
- 1 Jarmila Kratochvílová, Tjeckoslovakien – 50,07
- 2 Natalja Botjina, Sovjetunionen – 52,32
- 3 Verona Elder, Storbritannien – 52,37

#### 800 m
- 1 Hildegard Ullrich, Östtyskland – 2.00,94
- 2 Svetla Zlateva, Bulgarien – 2.01,37
- 3 Nikolina Sjtereva, Bulgarien – 2.02,50

#### 1 500 m
- 1 Agnese Possamai, Italien – 4.07,49
- 2 Valentina Iljenych, Sovjetunionen – 4.08,17
- 3 Ljubov Smolka, Sovjetunionen – 4.08,64

#### Häck 50 m
- 1 Zofia Bielczyk, Polen – 6,74
- 2 Maria Kementjezji, Sovjetunionen – 6,80
- 3 Tatjana Anisimova, Sovjetunionen – 6,81

#### Stafett 4 x 400 m
- Ingen tävling

#### Höjdhopp
- 1 Sara Simeoni, Italien – 1,97
- 2 Elzbieta Krawczuk, Polen  – 1,94
- 3 Urszula Kielan, Polen – 1,94

#### Längdhopp
- 1 Karin Hänel, Västtyskland  – 6,77
- 2 Sigrid Heimann, Östtyskland  – 6,66
- 3 Jasmin Fischer, Västtyskland – 6,65

#### Kulstötning
- 1 Ilona Slupianek, Östtyskland – 20,77
- 2 Helena Fibingerová, Tjeckoslovakien – 20,64
- 3 Helma Knorscheidt, Östtyskland – 20,12

## Medaljfördelning
| Medaljfördelning |                 |      |        |       |        |
| Plats            | Land            | Guld | Silver | Brons | Totalt |
| 1                | Västtyskland    | 3    | 4      | 2     | 9      |
| 2                | Östtyskland     | 3    | 1      | 2     | 6      |
| 3                | Polen           | 2    | 1      | 2     | 5      |
|                  | Frankrike       | 2    | 1      | 2     | 5      |
| 5                | Italien         | 2    | 0      | 1     | 3      |
| 6                | Finland         | 2    | 0      | 0     | 2      |
|                  | Schweiz         | 2    | 0      | 0     | 2      |
| 8                | Sovjetunionen   | 1    | 5      | 5     | 11     |
| 9                | Bulgarien       | 1    | 2      | 1     | 4      |
| 10               | Tjeckoslovakien | 1    | 1      | 0     | 2      |
| 11               | Spanien         | 0    | 2      | 1     | 3      |
| 12               | Sverige         | 0    | 1      | 0     | 1      |
|                  | Ungern          | 0    | 1      | 0     | 1      |
| 14               | Storbritannien  | 0    | 0      | 2     | 2      |
| 15               | Jugoslavien     | 0    | 0      | 1     | 1      |